# 太田捺
太田 捺（おおた なつ、2007年9月12日 - ）は、日本の女子近代五種選手。北海道根室市出身。2歳上の姉・太田楓も近代五種選手である。

## 経歴
2007年9月12日、根室市に生まれる。
5歳から水泳を始めた（根室スイミングクラブ所属）。小学校4年時から菅原美香コーチの勧めで近代三種（水泳・ランニング・射撃）を始めた。翌年、ドイツで行われた国際大会で年代別2位を記録した。2017年及び2018年、近代三種日本選手権「小学生の部」では1位。2019年、ソフィアで行われたユース世界選手権近代五種「16歳以下の女子リレー」に姉と共に出場し、日本人として初となる優勝。小6のとき近代五種のポーランドオープン国際大会で「18歳以下の部」3位。
2020年4月1日、根室市立光洋中学校に入学。11月29日、宇都宮市河内総合運動公園で行われた全日本選手権の最終日、姉の太田楓は3位入賞。自身も来年の日本代表選考で女子の最高位となった。この時の心境を、サンスポの取材に対し、「びっくりしたが、うれしい。もし代表に入れたら東京五輪を目指して頑張る」と語った。
東京五輪に出場するためには世界各地で行われるワールドカップを転戦し、成績に応じた「ポイント」を貯める必要がある。日本の近代五種女子の出場枠は最大で2人だが、この2枚の切符を代表に選ばれている4人で争う。2020年11月に代表入りした太田はポイント争いで他の3人に出遅れ、不利な立場にあるが、東京五輪が1年延期されたことで可能性が出てきた。2021年6月の世界選手権で3位以内に入れば、逆転で五輪出場の可能性がある。なお、実現すれば日本人の夏季五輪出場の最年少記録を更新することになる。
2021年3月24日、ワールドカップ・ブダペスト大会の予選を首位タイの1059点で突破。3月26日、33位で決勝を終える。同年4月7日、ブルガリアで行われたUIPMワールドカップソフィア大会＃1の予選を6位通過。ただし決勝は棄権。6月10日から14日にかけてエジプトアラブ共和国で行われたUIPM近代五種世界選手権大会について、参加の有無は確認とれない（公益社団法人日本近代五種協会の公式サイトによる）。
2021年6月22日、東京五輪の日本代表にはなれないことが確定した。同年11月の近代五種全日本選手権大会で、2012年ロンドン五輪代表の山中詩乃を逆転で破って初優勝し、男女を通じて同選手権の史上最年少（14歳）制覇を果たした。

## 人物・エピソード
両親と姉・弟・妹がいる。好きな芸能人は千鳥。血液型O。
レーザー射撃の道具は菅原コーチがそろえた。2018年、北海道フェンシング協会理事長（当時）下野謹也の元を訪れ、基本的な技術指導や道具の購入を手伝ってもらった。馬術の練習は、菅原コーチの父・勝征が運営する根室乗馬クラブを利用。すべて根室で練習できる体制が整った。フェンシングは、菅原コーチ宅の近所にある倉庫を借りて行っている。「練習はつらいけど、結果が出るとうれしい。他ではなかなかできない経験をさせてもらっている。結果を出して恩返しがしたい」と日刊スポーツの取材にコメントしている。